# Briollay
Briollay est une commune française située dans le département de Maine-et-Loire, en région Pays de la Loire.
Briollay se trouve au cœur de l'Anjou, au nord d'Angers. Son territoire, situé dans les basses vallées angevines, est essentiellement rural.
Proche d'Angers, la capitale de l'Anjou, sa situation en fit un point de passage obligé. Très vite un éperon fut édifié entre les rivières de la Sarthe et du Loir.
Sa proximité avec la métropole angevine l'a fait naturellement adhérer à Angers Loire Métropole.

## Géographie

### Localisation
Ce village angevin de l'ouest de la France, typique des basses vallées angevines, se trouve dans le Baugeois au nord de la Maine, à la confluence des rivières de la Sarthe et du Loir.
Le bourg de Briollay se situe au nord d'Écouflant, sur la rive gauche de la Sarthe et la rive droite du Loir. Il est à 11 km de la ville d'Angers, à 60 km de Laval, à 72 km du Mans, à 88 km de Nantes et à 256 km de Paris,.

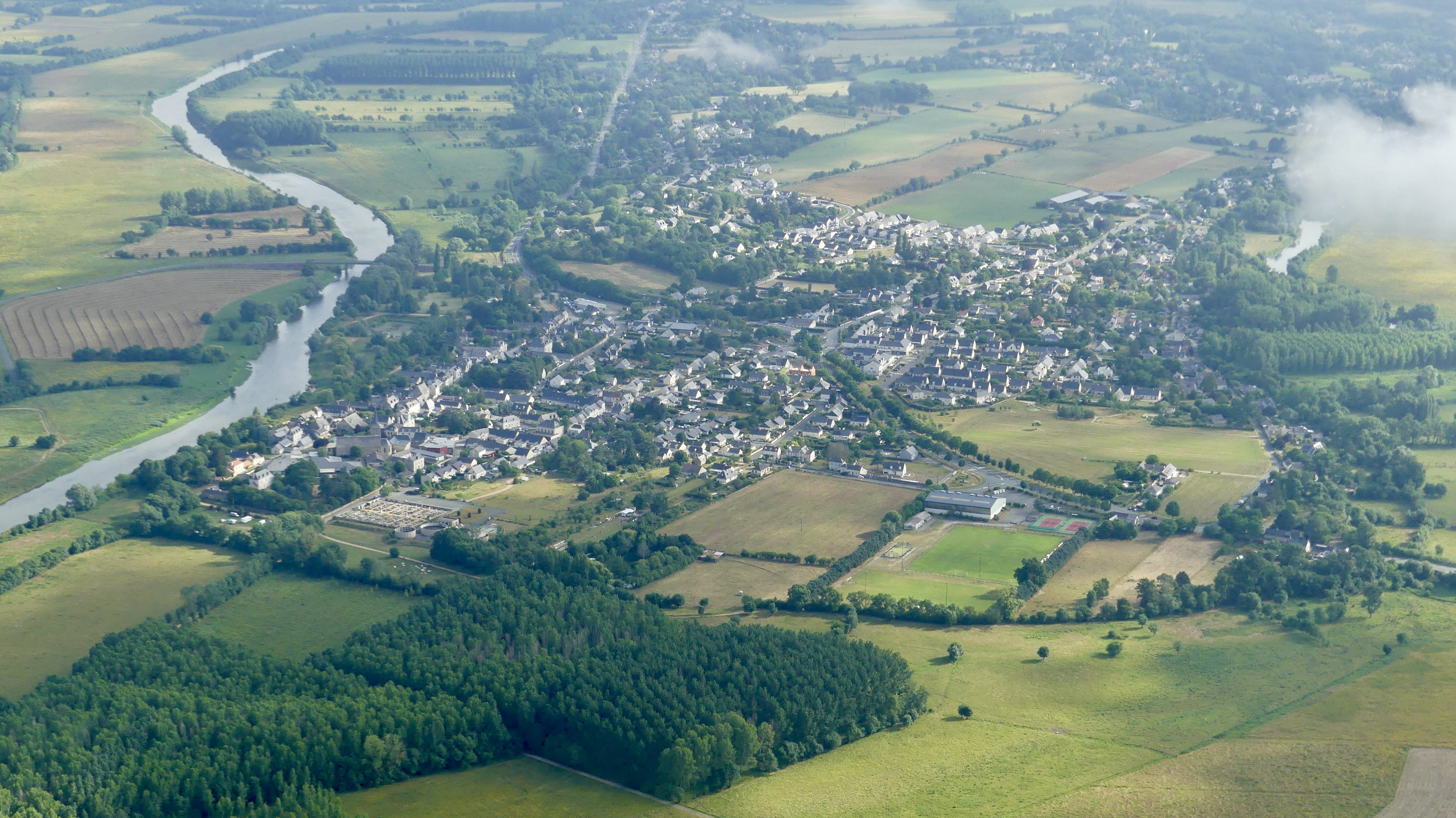
Le bourg vu depuis les basses vallées au sud-ouest.

### Hameaux et alentours
La commune compte plusieurs hameaux et lieux-dits : Pechevêque, Vérigné, Vieux-Briollay, Les Placelles, Mirande, la Carie, Noirieux, la Ferronière, etc. Le Vieux-Briollay est le hameau le plus étendu.
Les communes aux alentours sont Soulaire-et-Bourg (4 km), Écouflant (4 km), Verrières-en-Anjou (6 km), Cantenay-Épinard (6 km), Cheffes (6 km), Tiercé (6 km), Feneu (6 km), Villevêque (7 km), Soucelles (7 km).

### Géologie et relief
La commune, qui s'étend sur plus de 14 km2 (1 428 hectares),, se divise en deux parties : une région basse située aux environs des deux rivières la Sarthe et le Loir, dont fait partie le Vieux-Briollay, et une région plus élevée qui comprend les coteaux et le plateau situé au nord. L'altitude varie de 13 à 64 mètres, pour une altitude moyenne de 39 mètres.
Briollay se situe sur les unités paysagères des plateaux du Haut Anjou et des Basses Vallées angevines.

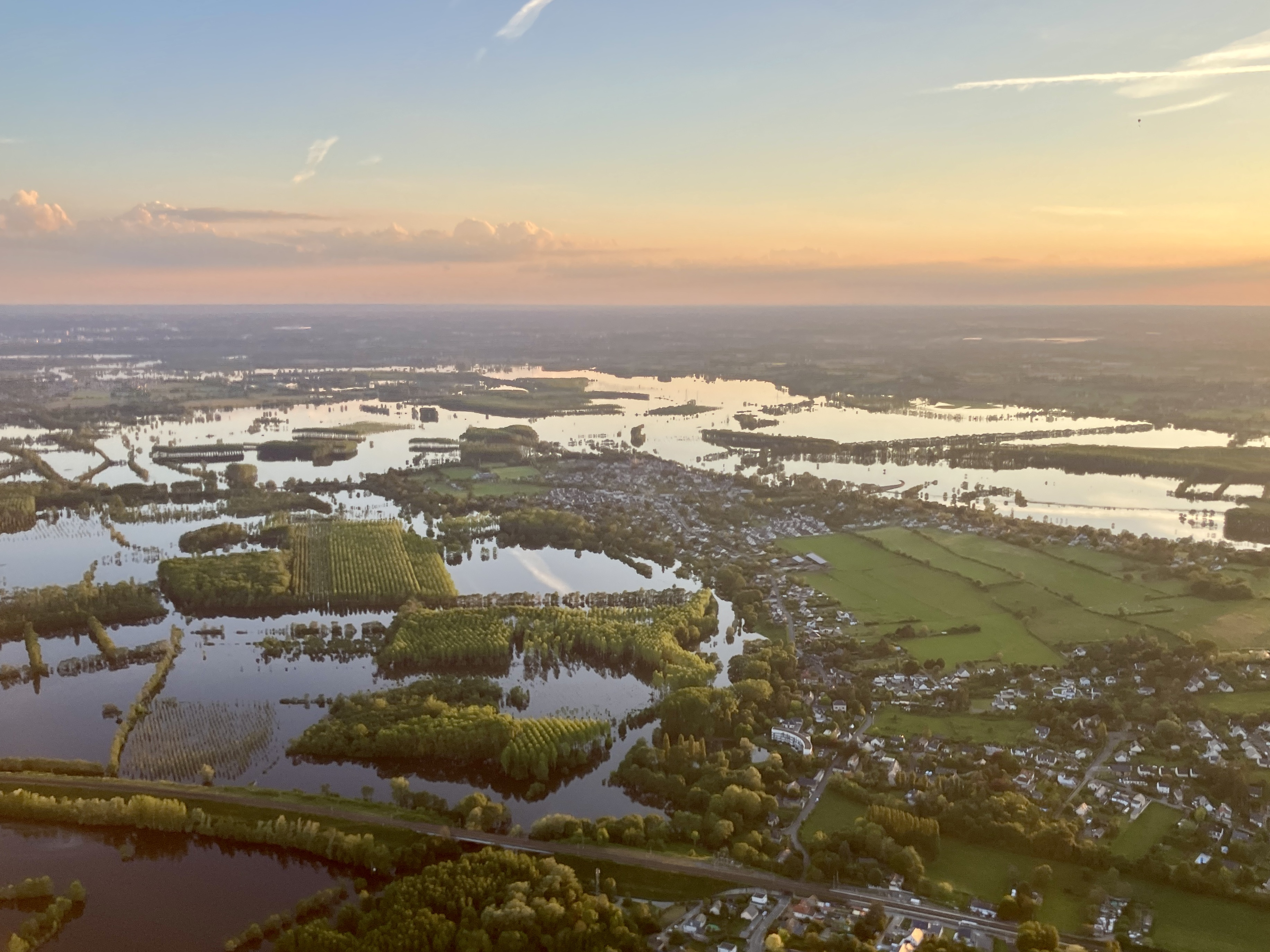
Les basses vallées inondées autour de Briollay.

La partie la plus basse se trouve dans la région des basses vallées angevines, vastes étendues inondables situées autour d'Angers et traversées par trois rivières (Mayenne, Sarthe et Loir) qui forment la Maine. Ces rivières sont soumises à des débordements fréquents.
Cette zone humide, d'environ 4 500 hectares, comporte un habitat composé de prairies, de fossés, de mares et de haies, à l'origine d'une diversité d'espèces animales et végétales. Ces habitats constituent une escale pour les oiseaux migrateurs et parfois une zone de repli lors des vagues de froid.
Le territoire de la commune, situé en limite du Massif armoricain, se compose de sols constitués de plusieurs roches appartenant aux principales périodes géologiques, et déposées en couches horizontales et parallèles. Les coteaux qui séparent les deux vallées sont constitués de terrains tertiaires.
La rivière la Sarthe marque, au nord de la Loire, la ligne de partage entre les roches imperméables du Massif armoricain et les formations sédimentaires du Bassin parisien.

### Hydrographie
La commune se situe dans la presqu'île formée par les deux rivières, la Sarthe et le Loir.
La Sarthe (rivière), après avoir pris naissance dans le département de l'Orne, termine son cours par un tronçon de 44 km en Maine-et-Loire. Elle forme, en confluant avec la Mayenne, la Maine qui se jette dans la Loire. Son cours traverse l'Ouest du territoire de Briollay, avant de rejoindre sur sa partie Sud, le Loir.
Le Loir (rivière), après avoir pris naissance en Eure-et-Loir et traversé plusieurs départements, dessine en Maine-et-Loire de larges méandres sur une longueur de 43 km, avant de se jeter dans la Sarthe (rive gauche) au nord d'Angers. Ses eaux sont calcaires en raison de la nature des formations géologiques sédimentaires qu'il traverse.
Leurs crues déposent sur le sol un limon qui enrichit la couche d'alluvions de leurs vallées.
Dès le XVe siècle la navigation est importante sur la Sarthe et le Loir. Des passages sont aménagés dans les barrages, les « portes marinières ». Des barques pouvaient ainsi remonter assez loin sur ces cours d’eau. Par la suite, le développement du chemin de fer fut fatal à la navigation fluviale.
L'entretien de la voie navigable du Loir a été concédé en 1969 par l’État aux communes riveraines regroupées au sein d’un Syndicat (Syndicat du Loir). Ce Syndicat intercommunal compte les douze communes riveraines du Loir dans le département et s'étend de Durtal en amont, à Écouflant en aval.
La commune est également membre du SICALA. Créé par arrêté préfectoral du 28 octobre 1987, ce syndicat mixte regroupe les petites communes de Maine-et-Loire traversées par la Loire et ses affluents, et s'occupe de l'aménagement et de la gestion des eaux.
La Sarthe et le Loir sont des rivières de bocage. Les paysages de bocage sont nés de l'association de l'arbre, du ruisseau et de la prairie. Les chemins y sont étroits et serpentent entre deux haies.

### Protections sur la commune
Outre des protections sur des bâtiments (monuments historiques et inventaires), la commune de Briollay figure à l'inscription de
- Natura 2000, pour la zone de protection spéciale des Basses vallées angevines[12] et le site d'importance communautaire de l'aval de la rivière Mayenne ;
- d'inventaires, pour la zone importante pour la conservation des oiseaux (ZICO) sur les marais de Basse-Maine, et la zone naturelle d'intérêt écologique, floristique et faunistique (ZNIEFF) sur les prairies alluviales des rivières la Mayenne, la Sarthe et le Loir ;
- des eaux et milieux aquatiques, pour la zone humide d'importance nationale sur les Basses vallées angevines, le secteur d'application de la convention de Ramsar sur la zone des Basses vallées angevines et les marais de Basse-Maine, et le schéma d'aménagement et de gestion des eaux du Loir et de la Sarthe (aval).
- Risques d'inondations sur la commune[13] par les rivières la Sarthe et le Loir (mise en place d'un PCS, Plan communal de sauvegarde et téléchargement du DICRIM sur le site internet de la commune).
- ENS, Espace naturel sensible de Maine-et-Loire.

### Climat
Son climat est tempéré, de type océanique. Le climat angevin est particulièrement doux, compte tenu de sa situation entre les influences océaniques et continentales. Généralement les hivers sont pluvieux, les gelées rares et les étés ensoleillés.
Pour des articles plus généraux, voir Climat des Pays de la Loire et Climat de Maine-et-Loire.
En 2010, le climat de la commune est de type climat océanique altéré, selon une étude du CNRS s'appuyant sur une série de données couvrant la période 1971-2000. En 2020, Météo-France publie une typologie des climats de la France métropolitaine dans laquelle la commune est exposée à un climat océanique et est dans la région climatique Moyenne vallée de la Loire, caractérisée par une bonne insolation (1 850 h/an) et un été peu pluvieux.
Pour la période 1971-2000, la température annuelle moyenne est de 11,9 °C, avec une amplitude thermique annuelle de 14,2 °C. Le cumul annuel moyen de précipitations est de 666 mm, avec 11,3 jours de précipitations en janvier et 5,7 jours en juillet. Pour la période 1991-2020, la température moyenne annuelle observée sur la station météorologique de Météo-France la plus proche, sur la commune de Montreuil-sur-Loir à 9 km à vol d'oiseau, est de 12,3 °C et le cumul annuel moyen de précipitations est de 697,3 mm,. Pour l'avenir, les paramètres climatiques de la commune estimés pour 2050 selon différents scénarios d'émission de gaz à effet de serre sont consultables sur un site dédié publié par Météo-France en novembre 2022.

### Voies de communication et transports

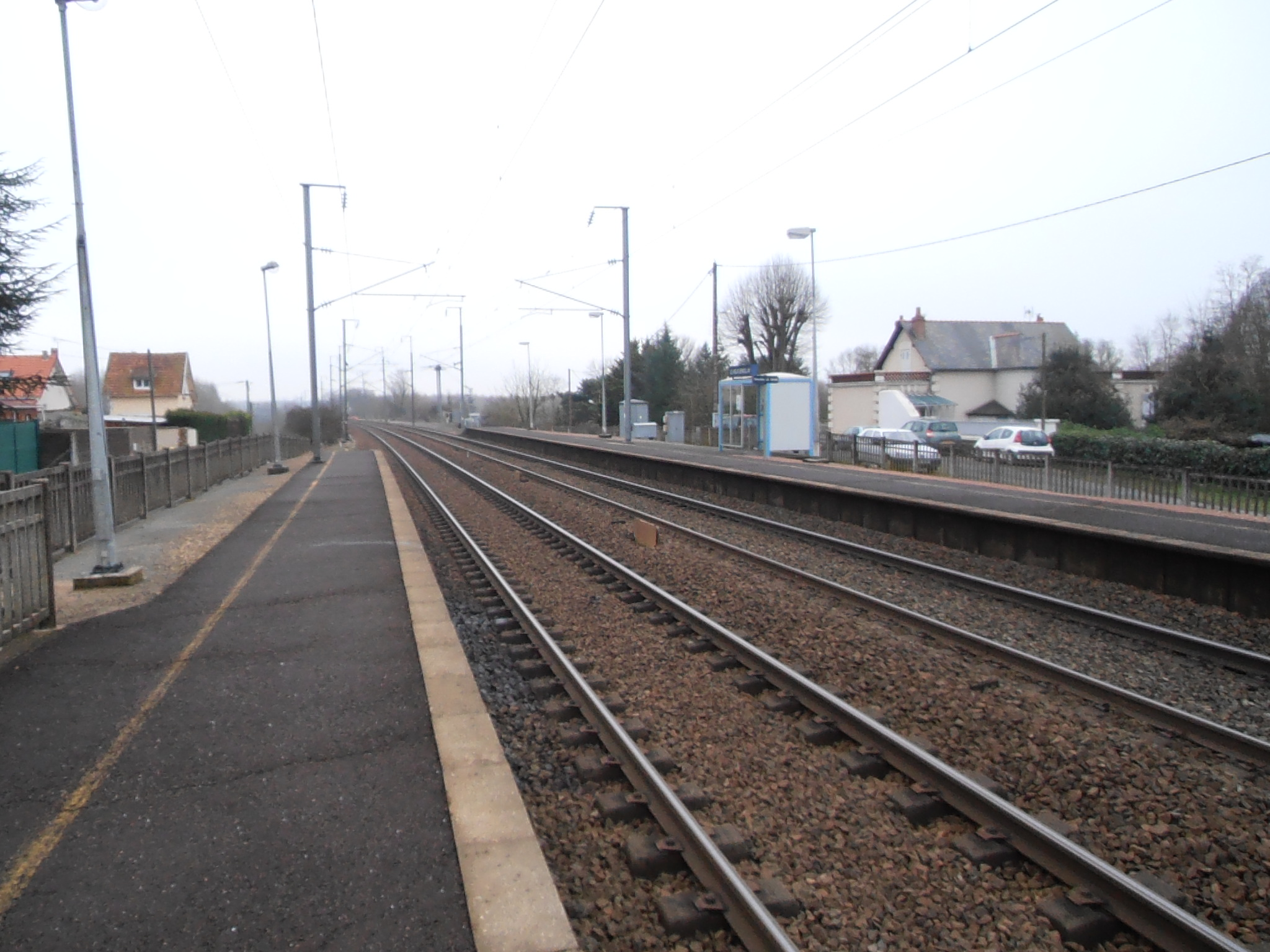
La gare du Vieux-Briollay.

La voie principale, la D52, traverse Briollay du Nord (Tiercé) au Sud (Verrières-en-Anjou). L'autoroute A11 Paris-Nantes (sortie 13 Pellouailles-les-Vignes) se trouve à une dizaine de kilomètres.
Transports collectifs : Une ligne (31) de bus (Irigo) dessert le territoire, et va d’Angers (gare) à Briollay. La commune est également desservie par une ligne d'autobus du réseau interurbain des Pays-de-la-Loire Aléop, la ligne 412 (Angers - Juvardeil).

Une ligne de train (TER, ligne Le Mans - Angers) passe à Briollay, où l'on trouve une gare, la gare du Vieux-Briollay.

Autrefois la Sarthe et le Loir servaient également de voie de communication. Ce n'est plus le cas aujourd'hui, ne servant plus qu'au tourisme fluvial.

## Urbanisme

### Typologie
Au 1er janvier 2024, Briollay est catégorisée bourg rural, selon la nouvelle grille communale de densité à sept niveaux définie par l'Insee en 2022.
Elle appartient à l'unité urbaine de Tiercé, une agglomération intra-départementale regroupant deux  communes, dont elle est une commune de la banlieue,,. Par ailleurs la commune fait partie de l'aire d'attraction d'Angers, dont elle est une commune de la couronne,. Cette aire, qui regroupe 81 communes, est catégorisée dans les aires de 200 000 à moins de 700 000 habitants,.

### Occupation des sols
L'occupation des sols de la commune, telle qu'elle ressort de la base de données européenne d’occupation biophysique des sols Corine Land Cover (CLC), est marquée par l'importance des territoires agricoles (78,6 % en 2018), en diminution par rapport à 1990 (85,4 %). La répartition détaillée en 2018 est la suivante : 
prairies (52,3 %), zones agricoles hétérogènes (20,2 %), zones urbanisées (14,7 %), terres arables (6,1 %), forêts (3,9 %), milieux à végétation arbustive et/ou herbacée (2 %), zones industrielles ou commerciales et réseaux de communication (0,8 %). L'évolution de l’occupation des sols de la commune et de ses infrastructures peut être observée sur les différentes représentations cartographiques du territoire : la carte de Cassini (XVIIIe siècle), la carte d'état-major (1820-1866) et les cartes ou photos aériennes de l'IGN pour la période actuelle (1950 à aujourd'hui).

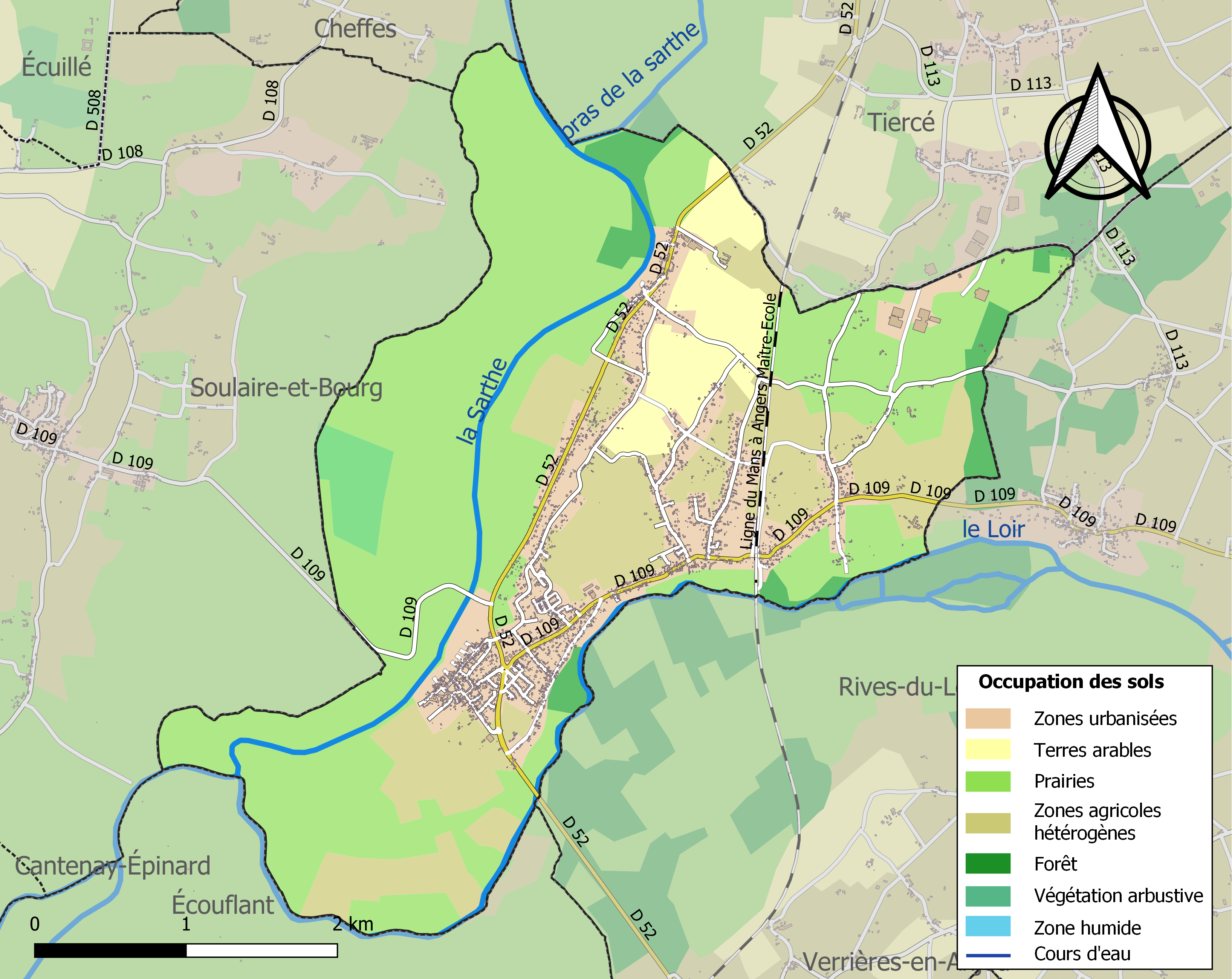
Carte des infrastructures et de l'occupation des sols de la commune en 2018 (CLC).

### Habitat
En 2008, les résidences principales construites avant 2006, dataient pour 25 % d'avant 1949, 24 % entre 1949 et 1974, 29 % entre 1975 et 1989, et 22 % entre 1990 et 2005.
En 2009, le nombre total de logements dans la commune était de 1 142 (pour 1 134 en 2008),. Parmi ces logements, 90 % étaient des résidences principales, 7 % des résidences secondaires et 4 % des logements vacants. Ces logements étaient pour une part de 93 % des maisons et de 7 % des appartements. Toujours sur l'ensemble des logements de la commune, 3 % étaient des studios, 6 % des logements de deux pièces, 11 % de trois pièces, 23 % de quatre pièces, et 57 % des logements de cinq pièces ou plus.
Le nombre de ménages propriétaires de leur logements était de 83 %, proportion supérieure à la moyenne départementale (60 %), et le nombre de ménages locataires était de 16 %. On peut également noter que 1 % des logements étaient occupés gratuitement.
L'ancienneté d'emménagement dans la résidence principale, rapporté au nombre de ménages, était de 10 % depuis moins de deux ans, 21 % entre deux et quatre ans, 19 % entre cinq et neuf ans, et 51 % de dix ans et plus.
|                                                  | 1968 | 1975 | 1982 | 1990 | 1999 | 2009  |
| ------------------------------------------------ | ---- | ---- | ---- | ---- | ---- | ----- |
| Ensemble                                         | 538  | 657  | 822  | 910  | 984  | 1 142 |
| Résidences principales                           | 267  | 398  | 570  | 693  | 846  | 1 022 |
| Résidences secondaires et logements occasionnels | 254  | 238  | 195  | 165  | 104  | 78    |
| Logements vacants                                | 17   | 21   | 57   | 52   | 34   | 42    |

En 2013, on trouvait 1 222 logements sur la commune de Briollay, dont 90 % étaient des résidences principales, pour une moyenne sur le département de 90 %, et dont 83 % des ménages en étaient propriétaires.

## Toponymie
Formes anciennes du nom : Briole en 1030, castellum Brioledum en 1040, Brioleium en 1066, Brioletus en 1096, Villa de Brioleto en 1241, Vetus Brioletum en 1244, Le Perrin de Briolay en 1306, La ville de Briolay en 1596, Briolay en 1793 et 1801, pour devenir ensuite Briollay.
Le nom de la commune a pour origine le mot gaulois briva qui signifiait pont et que l'on peut traduire par « pont sur le Loir » (situation du Vieux-Briollay),.
Nom des habitants (gentilé) : Les Briollaytains.

## Histoire

### Préhistoire
Il est difficile de penser que l'actuel village a eu une existence préhistorique. Ce pays, situé entre deux rivières, était constamment couvert par les eaux des crues, et la construction d'habitations n'y était guère facile.

### Antiquité
Une agglomération devait se trouver sur le territoire de la commune à l'époque gallo-romaine : toute une série de lamelles et de silex taillés a été retrouvée près du Vieux-Briollay.

### Moyen Âge
À la suite des invasions normandes un éperon est édifié entre la Sarthe et le Loir, afin de surveiller les voies de communication qui mettent le centre de l'Anjou en rapport avec le Maine. Quelque temps plus tard Foulques Nerra y fait élever une forteresse et confie la baronnie de Briollay à Burchard. La baronnie de Briollay, fondée au XIIe siècle par Foulques Nerra, possédait les droits de haute, moyenne et basse justice.
C'est Burchard qui fait construire le château et le fortifie pour en faire une puissante place. Construit sur une motte assez élevée, il est entouré de fossés profonds.
Devenu une menace pour les comtes d'Anjou, le château est assiégé et pris en 1103 par Geoffroy Martel.
En 1129, Lisiard, seigneur de Sablé, de la Suze et de Briollay par sa femme Tiphaine Chevrière de Briollay, fille de Geoffroiy sire de Briollay et de Sermaise, est suffisamment puissant pour conduire une coalition contre Geoffroy Plantagenêt. Mais Geoffroy prend et brûle Briollay en 1140, et pille la campagne de Sablé. Le château de Briollay ne se relèvera jamais de ses ruines.
Célestin Port indique les différents seigneurs de Briollay : « Les familles qui portaient le nom du fief se fondirent en celle de Sablé par le mariage de Tiphaine de Briollay vers 1120 avec Liénard (Lisiard) de Sablé. Leur fils Geoffroy fut enterré sous la tour, subtus turrem, alors peut-être en construction. Marguerite de Sablé l’apporta en dot à Guillaume Desroches, sénéchal d’Anjou, qui, partant pour l’Albigeois, en fit don en 1219 à sa seconde fille Jeanne, épouse en 1226 d’Amaury de Craon. Marie de Craon, fille de Jean de Craon et de Béatrix de Rochefort, et femme en 1404 de Guy de Laval, eut pour héritier René de Laval, mari de Jeanne de Champagne, qui donna la terre à son cousin Brandelis de Champagne. — En est sieur André de Chauvigny 1494, 1502, François de la Trémouille 1507, Louis de Bourbon, duc de Montpensier, 1559, le marquis d’Elbeuf 1575, Charles de Lorraine, duc d’Aumale 1584, Louis de Rohan 1588 et sa descendance jusqu’au milieu du XVIIIe s. — Jules-Hercules de Rohan-Montbason en 1768 fut autorisé par l’évêque, son suzerain, à morceler la terre pour la pouvoir vendre, à charge de conserver intact un corps de fief pour rallier les droits seigneuriaux et le titre de la baronnie. Louis-Alexandre-Joseph de Canonville de Raffetot 1780, Jean-Baptiste Ménage 1788. »
En effet, Guillaume des Roches, sénéchal d'Anjou de 1199 à 1222, se marie en 1201 avec Marguerite, la fille et l'héritière de Robert de Sablé. Il devient alors un des plus grands barons d'Anjou et du Maine avec les fiefs de La Suze, Briollay, Mayet, Louplande, Genneteil et Précigné. Par sa fille aînée Jeanne des Roches (1195-1238), femme en 1212 d'Amaury Ier de Craon (vers 1180-1226), Briollay passe dans la Maison de Craon, ayant notamment pour seigneurs Amaury III (fils de Maurice V, petit-fils de Maurice IV, et arrière-petit-fils d'Amaury Ier et Jeanne des Roches), et son fils puîné Pierre de Craon de La Suze (arrière-grand-père de Gilles de Rais par sa petite-fille Marie de Craon).
Le frère cadet de Gilles de Rais, René de Laval-Rais et La Suze (ca. 1414-1473), mari d'Anne de Champagne-Parcé, hérite et transmet à leur fille Jeanne de Laval-Rais ; elle épouse François de Chauvigny-Châteauroux (ca. 1430-1491) vicomte de Brosse, mais leur fils André III ou IV de Chauvigny, vicomte de Brosse, meurt vers 1502/1503 sans postérité de Louise de Bourbon-Montpensier (1482-1561), duchesse de Montpensier en 1522, fille de Gilbert et sœur du connétable Charles, remariée en 1508 à Louis de Bourbon, prince de La Roche-sur-Yon (1473-1520), d'où la suite des ducs de Montpensier, princes de La Roche-sur-Yon, par leur fils le duc Louis III (1513-1582). Sa mère la duchesse Louise lui transmet la vicomté de Brosse, Argenton et Briollay, trois seigneuries venues de son 1er mari André de Chauvigny.
Viennent ensuite comme barons de Briollay des membres de la Maison de Lorraine-Guise liés aux Montpensier : Charles, marquis d'Elbeuf (en 1575 ; petit-fils de Suzanne de Bourbon-Montpensier, la sœur du duc Louis III évoqué ci-dessus ; cf. l'article René d'Elbeuf) et son beau-frère et cousin Charles, duc d'Aumale (1584).
Puis on trouve Louis VI de Rohan-Guéméné-Montbazon en 1588 : par acquisition ? ; au demeurant, les Rohan-Montbazon descendaient de Guillaume II de Craon et de sa femme Jeanne de Montbazon, respectivement petit-fils et arrière-petite-fille d'Amaury III. Les Rohan-Guéméné-Montbazon conservent Briollay jusque dans la 2e moitié du XVIIIe siècle : alors Jules-Hercule de Rohan fut autorisé en 1768 par l’évêque d'Angers, son suzerain, à morceler et à aliéner la terre de Briollay. Ainsi, on trouve comme derniers seigneurs de Briollay : Louis-Alexandre-Joseph de Canonville (en Caudebec en Caux) de Raffetot (signalé en 1780 ; sans doute acquéreur dès 1768 ; probablement le marquis de Raffetot) ; et Jean-Baptiste-Joseph Ménage comte de Soucelles et sgr. d'Ecouflant, (signalé en 1788 ; acquéreur en 1781 ; futur président du Conseil général en 1811-1813 et maire de Soucelles en 1808-1830 ; † 1832).

### Le prieuré
Vers 980, le comte d'Anjou Foulques Nerra donne la place fortifiée à Burchard, qui devient ainsi le premier seigneur de Briollay. Bouchard, fils de Burchard et second seigneur de Briollay, y perçoit les revenus (mense) de l'église Saint-Marcel, et devient clerc et trésorier de chapitre de Saint-Maurice. Au début du XIe siècle il concède l'église à l'abbaye de Saint-Serge-et-Saint-Bach d'Angers.
Le fief du prieuré de Briollay comprenait celui de Saint-Marcel (paroisse de Briollay), le fief de la Bouchetière en Étriché, le fief de Bretignolles (paroisse de Bauné), le fief de Noyant (paroisse de Soulaire), et quelques autres bâtiments comme des fermes à Tiercé.
Le bâtiment du prieuré est édifié en même temps que l'église Saint-Marcel, derrière le mur sud. Il n'y a généralement que le prieur, un sacristain, un obédient et un serviteur.
Le prieur perçoit la dîme des fermiers, ainsi que d'autres droits comme la dîme des vendanges. Les religieux de Saint-Serge, comme prieurs du prieuré de Briollay, n'hésitent pas à poursuivre les récalcitrants devant les tribunaux.
Jean-Michel Langevin est curé de Briollay de 1774 à 1791.
Les biens du prieuré sont dispersés et vendus après la Révolution, à la fin de 1790.

### Ancien Régime

Carte de l'Anjou au XVIIIe siècle avec la sénéchaussée d'Angers en clair et les autres sénéchaussées d'Anjou en couleur moyenne.

Durant l'élaboration de l'Édit de Nantes, au début de l'année 1598, c'est à Briollay que le duc de Mercœur rencontre Henri IV, venu à la chasse avec le prince de Rohan, baron de Briollay. Il signe dans la tour le traité de Briollay le 30 mars 1598.
À la veille de la Révolution française, Briollay dépend de la sénéchaussée d'Angers.

### Époque contemporaine
À la réorganisation administrative qui suit la Révolution, la commune est rattachée au canton de Tiercé et au district de Châteauneuf, puis devient chef-lieu de canton en 1800, rattaché à l'arrondissement de Segré. En 1875 le canton de Briollay disparait au profit de celui de Tiercé, qui en 1819 est rattaché à l'arrondissement d'Angers.
Se trouvant auparavant dans l'ancien prieuré, la mairie est installée en 1850 dans un bâtiment neuf.
Au XIXe siècle on cultive le lin et le chanvre, principalement sur la rive droite de la vallée de la Loire, d'Ancenis à Saumur, mais aussi dans les vallées des rivières du Loir et de la Sarthe. Les chanvres cultivés sur ces territoires sont appelés « briollays », sans doute en raison de la qualité de production sur Briollay et ses environs.
La gare du Vieux-Briollay est ouverte le 7 décembre 1863 par la Compagnie des chemins de fer de l'Ouest (CF de l'Ouest). Elle sera située sur la ligne Le Mans - Angers, et les voies seront électrifiées en 1983.
Au fil du temps les diverses dépendances du château disparaissent. La tour résiste jusqu'au XIXe siècle, où elle est démantelée ; ces matériaux servant à la construction de maisons des villages voisins. Aujourd'hui il ne reste plus rien de ce château.
Pendant la Première Guerre mondiale, 29 habitants perdent la vie. On compte un habitant de Briollay mort sur le champ de bataille en 1915, soldat de l'unité du 135e régiment d'infanterie (135e RI).
Durant la Seconde Guerre mondiale le pont de chemin de fer est bombardé et détruit, ainsi qu'une dizaine de maisons. Sept habitants sont tués pendant la guerre, dont cinq lors des bombardements. Le pont est reconstruit définitivement à la Libération (1945). On compte un habitant mort sur le champ de bataille en 1940, soldat de l'unité du 9e régiment de zouaves (9e RZ).

## Politique et administration

### Administration municipale
La commune est créée à la Révolution (Briolay puis Briollay après 1801) et est chef-lieu de canton jusqu'en 1875. La mairie se situe Place O'Kelly, du nom d'un ancien maire de Briollay (1953).
| Période                                  | Période                   | Identité                    | Étiquette      | Qualité |
| ---------------------------------------- | ------------------------- | --------------------------- | -------------- | --- |
| 1790                                     |                           | Charles Bachelier           |                | |
| 1798                                     |                           | Hubert                      |                | Agent municipal |
| 1800                                     |                           | Mathurin Fevrier            |                | |
| 1805                                     |                           | François Berger             |                | |
| 1817                                     |                           | Bongerard                   |                | |
| 1826                                     |                           | Félix Destriche de la Barre |                | |
| 1829                                     |                           | Pierre-Toussaint Richard    |                | |
| 1832                                     |                           | Follenfant                  |                | |
| 1837                                     |                           | François Berger-Lointier    |                | |
| 1879                                     |                           | Pierre Répussard            |                | |
| 1884                                     |                           | Auguste Deffay              |                | |
| 1896                                     |                           | Jules Répussard             |                | |
| 1900                                     |                           | Louis Chedanne              |                | |
| 1912                                     |                           | Baptiste Gaignard           |                | |
| 1925                                     |                           | Auguste Bachelot            |                | |
| 1929                                     |                           | Pierre Monnier              |                | |
| 1935                                     |                           | Maurice Turquais            |                | |
| 1945                                     |                           | Louis Chauvin               |                | |
| 1947                                     | janvier 1951 (démission)  | Pierre Monnier              |                | |
| janvier 1951                             | mars 1962 (décès)         | Denis O'Kelly               |                | Commandant retraité |
| 1962                                     | mars 1965                 | Marcel Rosay                |                | |
| mars 1965                                | mars 1977                 | Henry de Poumayrac          |                | Directeur des Nouvelles Galeries à Angers Réélu en 1971                                                                               |
| mars 1977                                | mars 1989                 | Prosper David               | DVD            | Juriste conseil retraité, ancien adjoint au maire d'Angers Ancien conseiller général d'Angers-1 (1973 → 1976) Réélu en 1983           |
| mars 1989                                | mars 2001                 | Gabriel Soulard             | DVG            | Retraité Réélu en 1995 |
| mars 2001                                | mars 2008                 | Gérard Maingot              | DVD            | Retraité de la police nationale |
| mars 2008                                | mai 2020                  | André Marchand,             | PS             | Retraité de l'enseignement Conseiller général de Tiercé (2001 → 2015) Conseiller départemental d'Angers-5 (2015 → 2018) Réélu en 2014 |
| mai 2020                                 | En cours (au 30 mai 2020) | Arnaud Hie                  | DVG (app EELV) | Directeur du patrimoine et de l'information documentaire au CNDC Chef de chœur                                                        |
| Les données manquantes sont à compléter. |                           |                             |                | |

### Comptes de la commune
| Chiffres clés                                                 | En milliers d'Euros | En euros par habitant | Chiffres 2000 |
| ------------------------------------------------------------- | ------------------- | --------------------- | ------------- |
| Total des produits de fonctionnement (A)                      | 2 151               | 788                   | 1 267         |
| Total des charges de fonctionnement (B)                       | 1 652               | 606                   | 1 018         |
| Résultat comptable (R=A-B)                                    | 499                 | 183                   | 249           |
| Total des ressources d'investissement (C)                     | 341                 | 125                   | 494           |
| Total des emplois d'investissement (D)                        | 1 011               | 371                   | 417           |
| Besoin ou capacité de financement des investissements (E=D-C) | 670                 | 245                   | -77           |
| Encours de la dette au 31/12                                  | 1 011               | 370                   | 419           |
| Annuité de la dette                                           | 124                 | 46                    | 47            |

| Fiscalité locale                    | Taux    |
| ----------------------------------- | ------- |
| Taxe d'habitation (y compris THLV)  | 17,02 % |
| Foncier bâti                        | 26,48 % |
| Foncier non bâti                    | 47,88 % |
| Cotisation foncière des entreprises | 0,00 %  |

### Intercommunalité

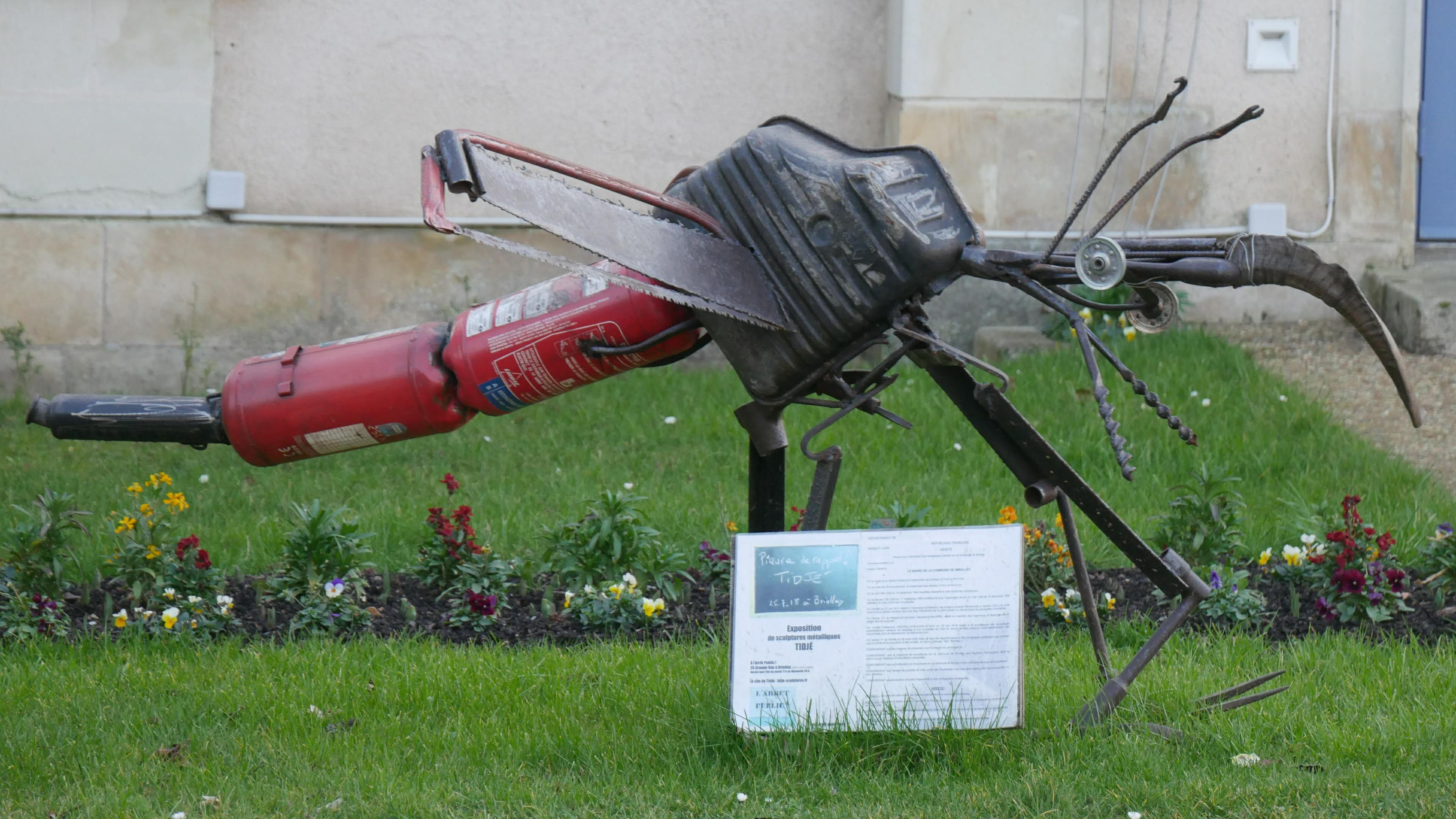
Statue à l’effigie de l’arrêté municipal interdisant les moustiques d'entrer sur le territoire de la commune.

La commune est intégrée à la communauté urbaine Angers Loire Métropole, qui regroupe trente communes dont Briollay, Cantenay-Épinard, Écouflant et Verrières-en-Anjou. Cette structure intercommunale est un établissement public de coopération intercommunale (EPCI) qui a pour vocation de réunir les moyens de plusieurs communes dans les domaines de l'économie (développement, enseignement, tourisme), de l’environnement (eau et assainissement, protection, déchets), les solidarités (habitat, incendie), le territoire et les déplacements (transports).
Briollay est également membre du syndicat mixte Pôle métropolitain Loire Angers qui est une structure administrative d'aménagement du territoire comprenant les intercommunalités Angers-Loire-Métropole, Communes du Loir, Loire-Aubance et Vallée-Loire-Authion.

### Autres groupements
La commune adhère à d'autres groupements : syndicat du Loir (cours d’eau), syndicat mixte SICALA (cours d’eau), syndicat intercommune à vocation multiple SIVM de Seiches (collège), syndicat intercommunal à vocation unique SIVU (agriculture), syndicat d'énergie du Maine-et-Loire SIEML (électrification du territoire départemental), Destination Angers (tourisme).

### Autres circonscriptions
Jusqu'en 2014, Briollay fait partie du canton de Tiercé et de l'arrondissement d'Angers. Dans le cadre de la réforme territoriale, un nouveau découpage territorial pour le département de Maine-et-Loire est défini par le décret du 26 février 2014. La commune est alors rattachée au canton d'Angers-5, avec une entrée en vigueur au renouvellement des assemblées départementales de 2015.
Briollay fait partie de la première circonscription de Maine-et-Loire, composée de quatre cantons dont Angers et Châteauneuf-sur-Sarthe. La première circonscription de Maine-et-Loire est l'une des sept circonscriptions législatives que compte le département.

### Instances judiciaires
Il n'y a pas d'administrations judiciaires à Briollay.
Le Tribunal d'instance, le Tribunal de grande instance, la Cour d'appel, le Tribunal pour enfants, le Conseil de prud'hommes, le Tribunal de commerce, se situent à Angers, tandis que le Tribunal administratif et la Cour administrative d'appel se situent à Nantes.

### Jumelages et partenariats
La commune ne comporte pas de jumelage.

## Population et société

### Démographie

#### Évolution démographique
L'évolution du nombre d'habitants est connue à travers les recensements de la population effectués dans la commune depuis 1793. Pour les communes de moins de 10 000 habitants, une enquête de recensement portant sur toute la population est réalisée tous les cinq ans, les populations de référence des années intermédiaires étant quant à elles estimées par interpolation ou extrapolation. Pour la commune, le premier recensement exhaustif entrant dans le cadre du nouveau dispositif a été réalisé en 2008.

En 2022, la commune comptait 3 193 habitants, en évolution de +10,18 % par rapport à 2016 (Maine-et-Loire : +2,12 %, France hors Mayotte : +2,11 %).
| 1793 | 1800 | 1806 | 1821 | 1831  | 1836  | 1841 | 1846  | 1851 |
| ---- | ---- | ---- | ---- | ----- | ----- | ---- | ----- | ---- |
| 975  | 849  | 745  | 948  | 1 010 | 1 003 | 984  | 1 009 | 974  |

| 1856 | 1861 | 1866 | 1872 | 1876 | 1881 | 1886 | 1891 | 1896 |
| ---- | ---- | ---- | ---- | ---- | ---- | ---- | ---- | ---- |
| 971  | 974  | 964  | 946  | 923  | 937  | 866  | 790  | 756  |

| 1901 | 1906 | 1911 | 1921 | 1926 | 1931 | 1936 | 1946 | 1954 |
| ---- | ---- | ---- | ---- | ---- | ---- | ---- | ---- | ---- |
| 731  | 703  | 669  | 588  | 571  | 613  | 564  | 610  | 668  |

| 1962 | 1968 | 1975  | 1982  | 1990  | 1999  | 2006  | 2008  | 2013  |
| ---- | ---- | ----- | ----- | ----- | ----- | ----- | ----- | ----- |
| 661  | 776  | 1 164 | 1 683 | 2 005 | 2 282 | 2 531 | 2 599 | 2 789 |

| 2018  | 2022  | - | - | - | - | - | - | - |
| ----- | ----- | - | - | - | - | - | - | - |
| 3 036 | 3 193 | - | - | - | - | - | - | - |

#### Pyramide des âges
La population de la commune est relativement jeune.
En 2018, le taux de personnes d'un âge inférieur à 30 ans s'élève à 35,0 %, soit en dessous de la moyenne départementale (37,2 %). À l'inverse, le taux de personnes d'âge supérieur à 60 ans est de 24,7 % la même année, alors qu'il est de 25,6 % au niveau départemental.
En 2018, la commune comptait 1 500 hommes pour 1 536 femmes, soit un taux de 50,59 % de femmes, légèrement inférieur au taux départemental (51,37 %).
Les pyramides des âges de la commune et du département s'établissent comme suit.
| Hommes | Classe d’âge | Femmes |
| ------ | ------------ | ------ |
| 0,3    | 90 ou +      | 0,7    |
| 5,3    | 75-89 ans    | 5,9    |
| 18,5   | 60-74 ans    | 18,7   |
| 21,5   | 45-59 ans    | 20,1   |
| 19,4   | 30-44 ans    | 19,7   |
| 12,9   | 15-29 ans    | 13,7   |
| 22,1   | 0-14 ans     | 21,2   |

| Hommes | Classe d’âge | Femmes |
| ------ | ------------ | ------ |
| 0,9    | 90 ou +      | 2,1    |
| 7      | 75-89 ans    | 9,5    |
| 16,2   | 60-74 ans    | 16,9   |
| 19,4   | 45-59 ans    | 18,7   |
| 18,2   | 30-44 ans    | 17,5   |
| 18,8   | 15-29 ans    | 17,6   |
| 19,5   | 0-14 ans     | 17,6   |

### Vie locale
La mairie et les écoles datent du XIXe siècle. Outre l'école maternelle et l'école primaire, on trouve aussi une périscolaire, un centre de loisirs et une bibliothèque.
Plusieurs permanences sociales sont assurées sur la commune, comme Pôle emploi, Caisse d'allocations familiales, Caisse primaire d'assurance maladie, Mutualité sociale agricole, etc.
Outre un service de ramassage des ordures ménagères (collecte sélective), on trouve sur la commune une déchèterie (le Petit Guichard).

### Enseignement
Située dans l'académie de Nantes, on ne trouve sur la commune qu'une école maternelle et primaire (école publique Georges-Hubert).
Il n'y a pas de collège. Les enfants vont pour la plupart au collège Claude-Debussy d'Angers (collège de rattachement) ou à celui de Seiches-sur-le-Loir. La municipalité de Briollay intervient dans le fonctionnement du collège et du gymnase de Seiches au travers du SIVM de Seiches.

### Sports

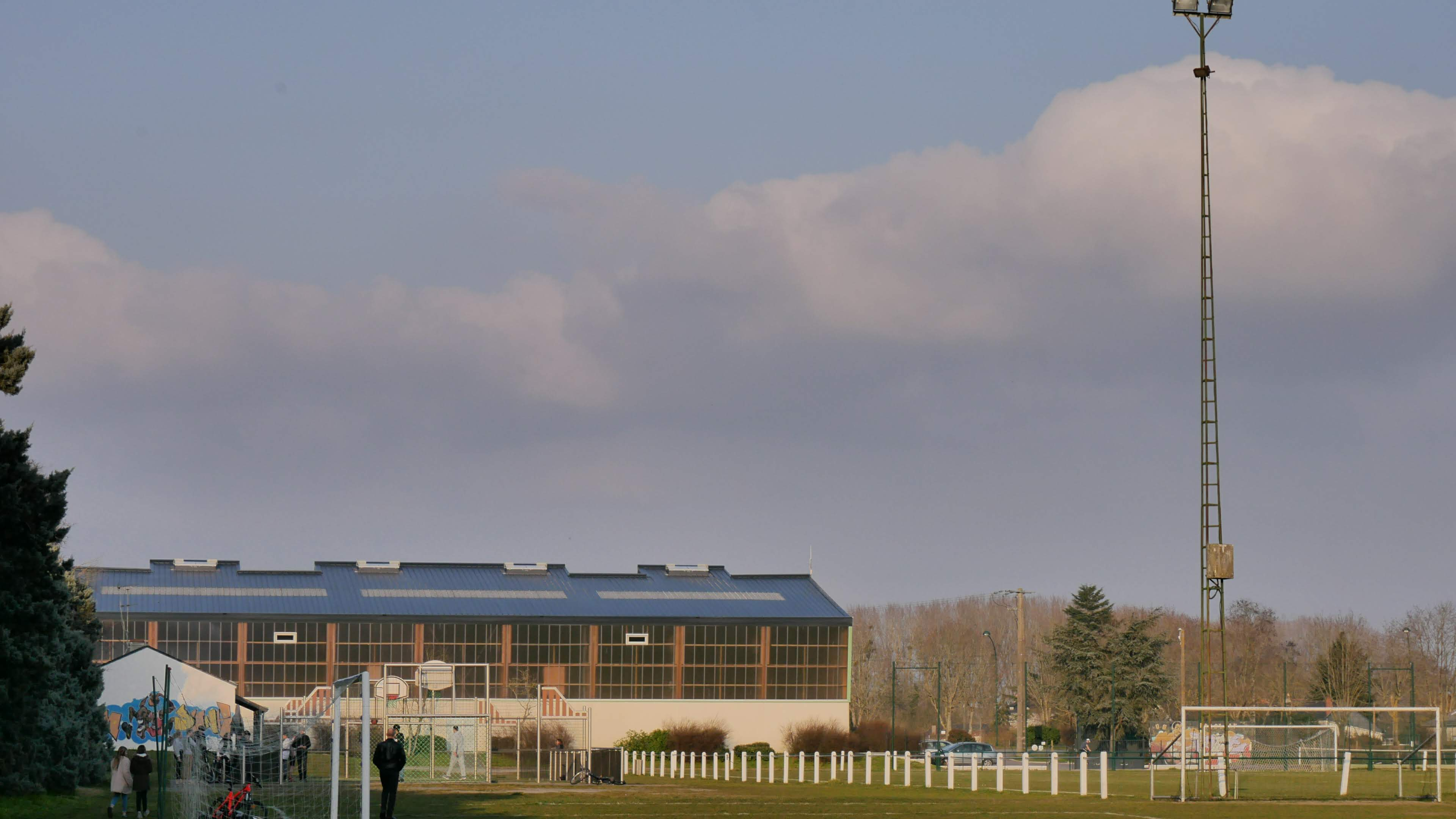
Le stade de Briollay.

Plusieurs activités sportives sont présentes sur la commue de Briollay : boule de fort (autrefois au nombre de quatre sociétés, il n'en reste aujourd'hui plus qu'une), basket-ball, football, moto-cross, roller hockey, tennis, VTT, etc.

### Santé
On trouve sur la commune des médecins généralistes, un dentiste, un cabinet infirmier, des kinésithérapeutes, une pharmacie.
Les autres structures médicales se trouvent à Angers (11 km), où l'on trouve notamment le centre hospitalier.

### Manifestations culturelles et festivités
Tous les ans, le troisième week-end du mois d'août, ont lieu les festivités « Montmartre à Briollay » : expositions de peintures, peintres dans les rues, marché du goût, artisanat, spectacle le samedi soir, etc.

## Économie

### Revenus de la population et fiscalité
En 2010, le revenu fiscal médian par ménage sur Briollay était de 21 245 €, pour une moyenne sur le département de 17 632 €.

### Population active et emploi
La population âgée de 15 à 64 ans s'élevait en 2009 à 1 760 personnes (1 501 en 1999), parmi lesquelles on comptait 71 % d'actifs dont 68 % ayant un emploi et 4 % de chômeurs.
En 2009 on comptait 282 emplois dans la commune, contre 230 en 1999. Le nombre d'actifs ayant un emploi résidant dans la commune était de 1 198. L'indicateur de concentration d'emploi est de 24 %, ce qui signifie que la commune offre un faible nombre d'emplois par rapport au nombre d'actifs (23 % en 1999).

### Tissu économique
Au XIXe siècle, on trouve principalement à Briollay du commerce d'oies.
En 2008, sur les 127 établissements présents sur la commune, 11 % relèvent du secteur de l'agriculture et 61 % de celui du commerce et des services. Sept ans plus tard, en 2015, sur les 187 établissements présents, 5 % relèvent du secteur de l'agriculture (pour une moyenne de 11 % sur le département), 6 % du secteur de l'industrie, 9 % de celui de la construction, 70 % du secteur du commerce et des services et 11 % de celui de l'administration et de la santé..
Le tissu économique est composé de nombreuses petites entreprises ; seuls 2 % des établissements en 2013 comptent plus de 10 salariés (pour une moyenne de 8 % sur le département).

### Agriculture
Comme dans le reste du département, l'agriculture est présente sur le territoire. La superficie en prés est importante. On y trouve des cultures céréalières, horticoles et viticoles.
Pour gérer la zone horticole du Rocher, qui se trouve au nord de la commune et qui s’étend sur 130 hectares, Briollay et Tiercé ont créé en 1991 un syndicat intercommunal à vocation unique (SIVU), dont l'objet est l'aménagement et la gestion de cette zone horticole.
Liste des appellations présentes sur le territoire :
- AOC AOP Anjou gamay, AOC AOP Anjou gamay nouveau ou primeur ;
- IGP Cidre de Bretagne ou Cidre breton ;
- AOC Maine-Anjou, IGP Bœuf du Maine, IGP Volailles de Loué, IGP Volailles du Maine, IGP Volailles d’Ancenis, IGP Œufs de Loué.

### Entreprises et commerces
On trouve sur le territoire de Briollay plusieurs commerces, comme un magasin de proximité, une boulangerie pâtisserie, trois restaurants, un magasin de confection, un fleuriste, etc.
On y trouve également des entreprises artisanales dans les domaines du carrelage, de l'électricité, de la maçonnerie, de la menuiserie, etc.

### Tourisme
Commune d'Anjou, le tourisme y est implanté. La municipalité a signé une convention avec Destination Angers pour la mise en réseau de la promotion touristique. C'est ainsi que, par exemple, a été mise en place une navette fluviale.
Une aire de service camping-car et des aires de pique-nique sont présents sur la commune en bordure de Sarthe.
On trouve également plusieurs sentiers de randonnée balisés : Au fil de la Sarthe (16 km), les prairies alluviales (15,5 km), de Vérigné à la Rochefoulques (12 km) et le marais (5 km).
Le GR de pays Basses vallées angevines passe par Briollay. Ce GRP va d'Angers à Châteauneuf-sur-Sarthe en longeant la Sarthe, puis en redescendant le long du Loir. Il passe par les communes d'Angers, Cantenay-Epinard, Briollay, Cheffes, Châteauneuf, Tiercé, Soucelles, Villevêque, Ecouflant et Angers.
Mise en place depuis plusieurs années[Quand ?] d'un partenariat avec les communes de Écouflant et Rives-du-Loir-en-Anjou : été sportif. Animations sportives et nautiques et promotion commune.

## Culture locale et patrimoine

### Lieux et monuments

#### Sites classés
La commune de Briollay comporte vingt-cinq bâtiments inscrits au Patrimoine, dont deux classements aux Monuments historiques.
Monuments historiques :
- Ancienne salle seigneuriale dite Le Palais, Palais Perrin, architecture civile du XIIe siècle remaniée au XVIIIe siècle. Monument historique inscrit par arrêtés des 12 décembre 1995 et 4 mars 1996, composé de la motte, la cheminée et le pignon (PA00108989)[40].

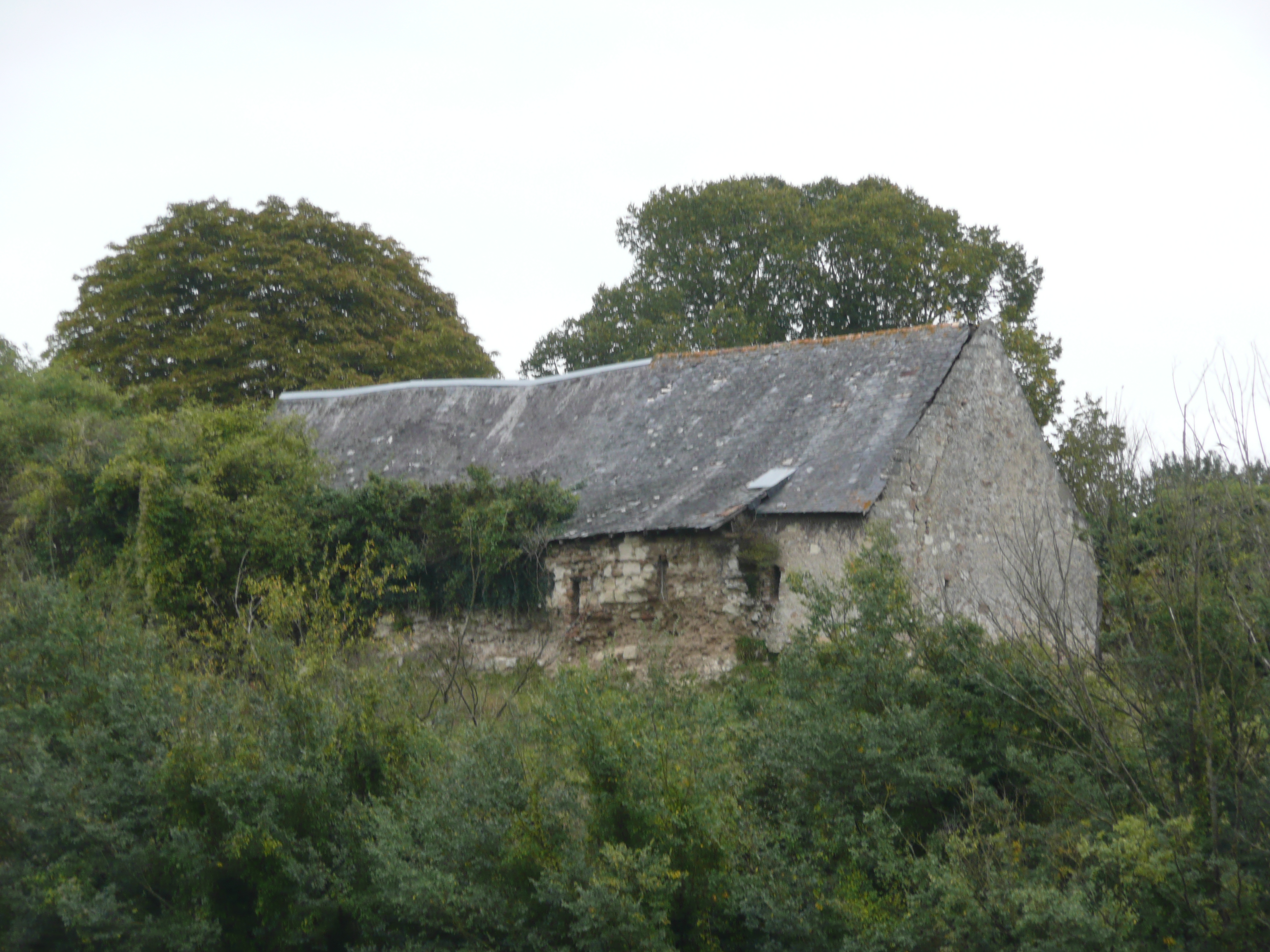
Motte de l'ancienne salle seigneuriale.
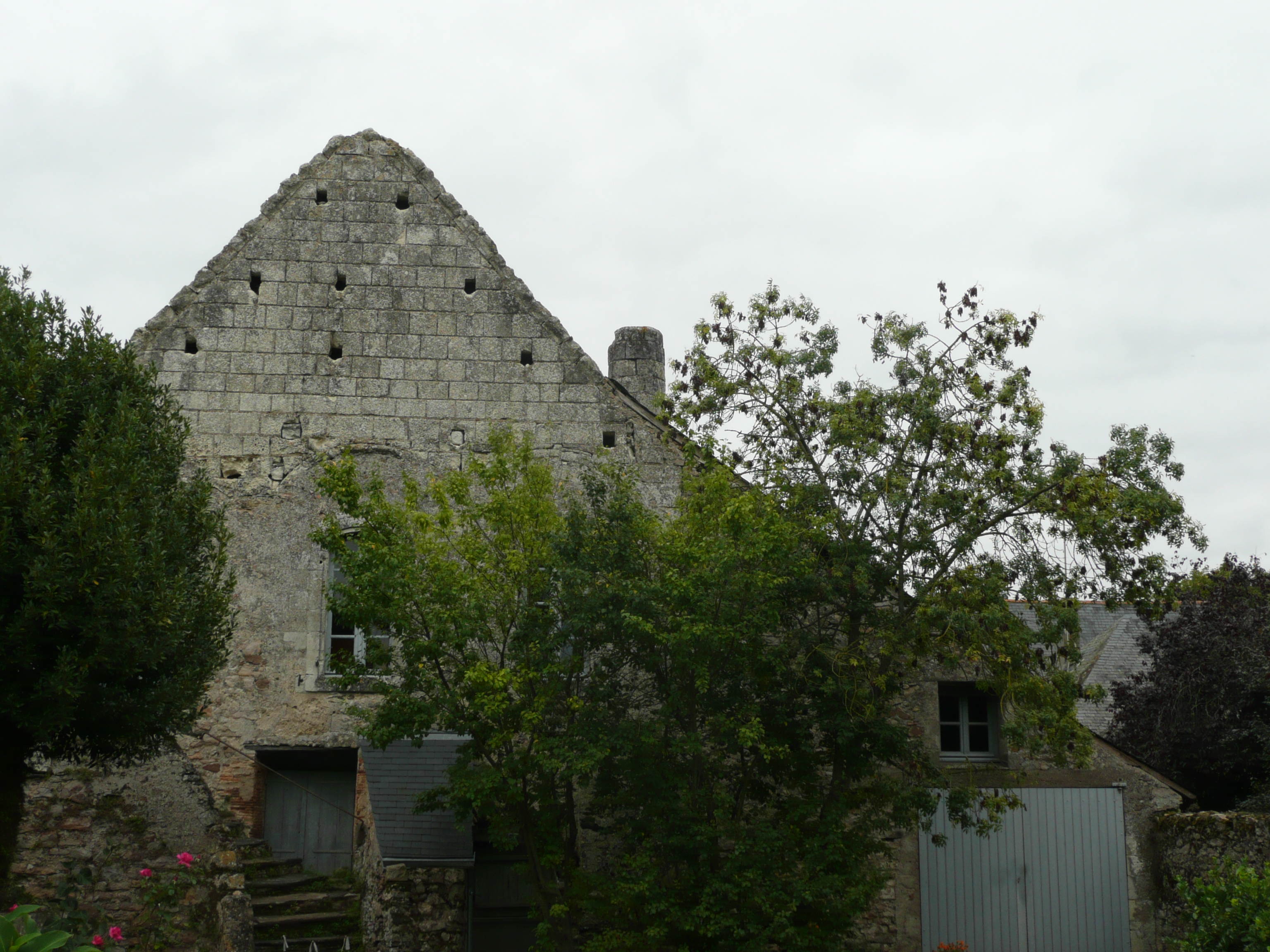
Ancienne salle seigneuriale.
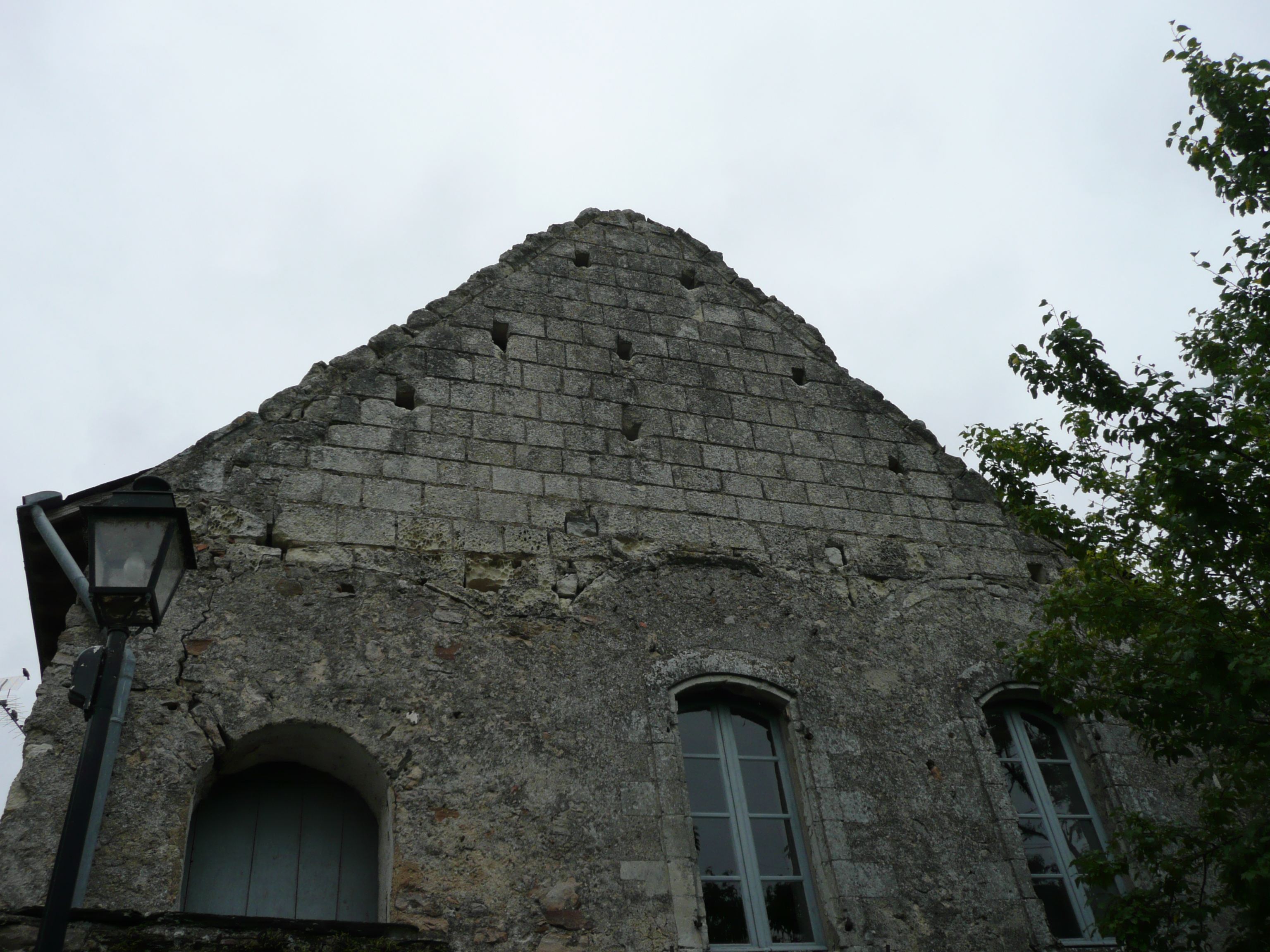
Façade de l'ancienne salle seigneuriale.
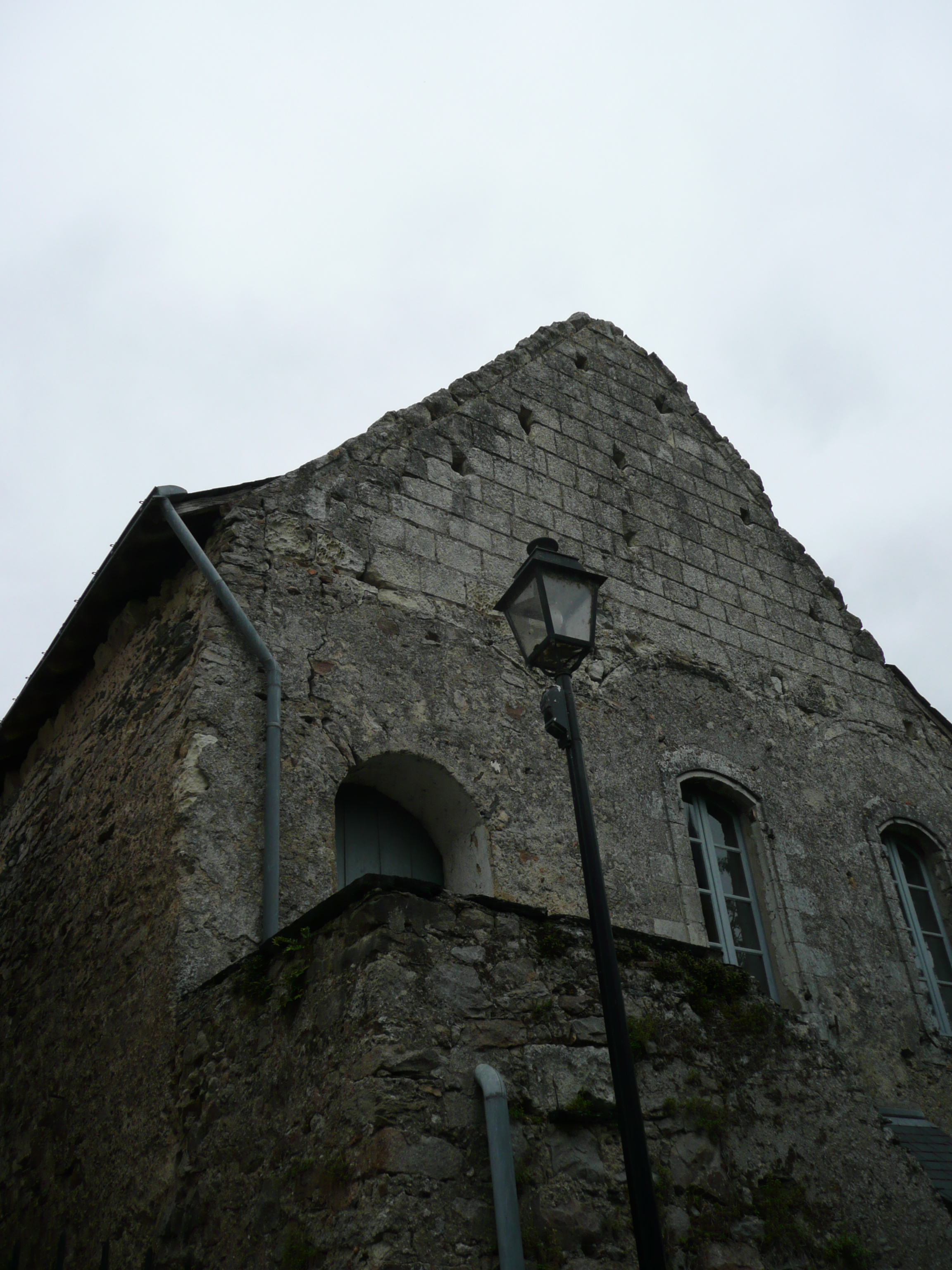
Toiture de l'ancienne salle seigneuriale.
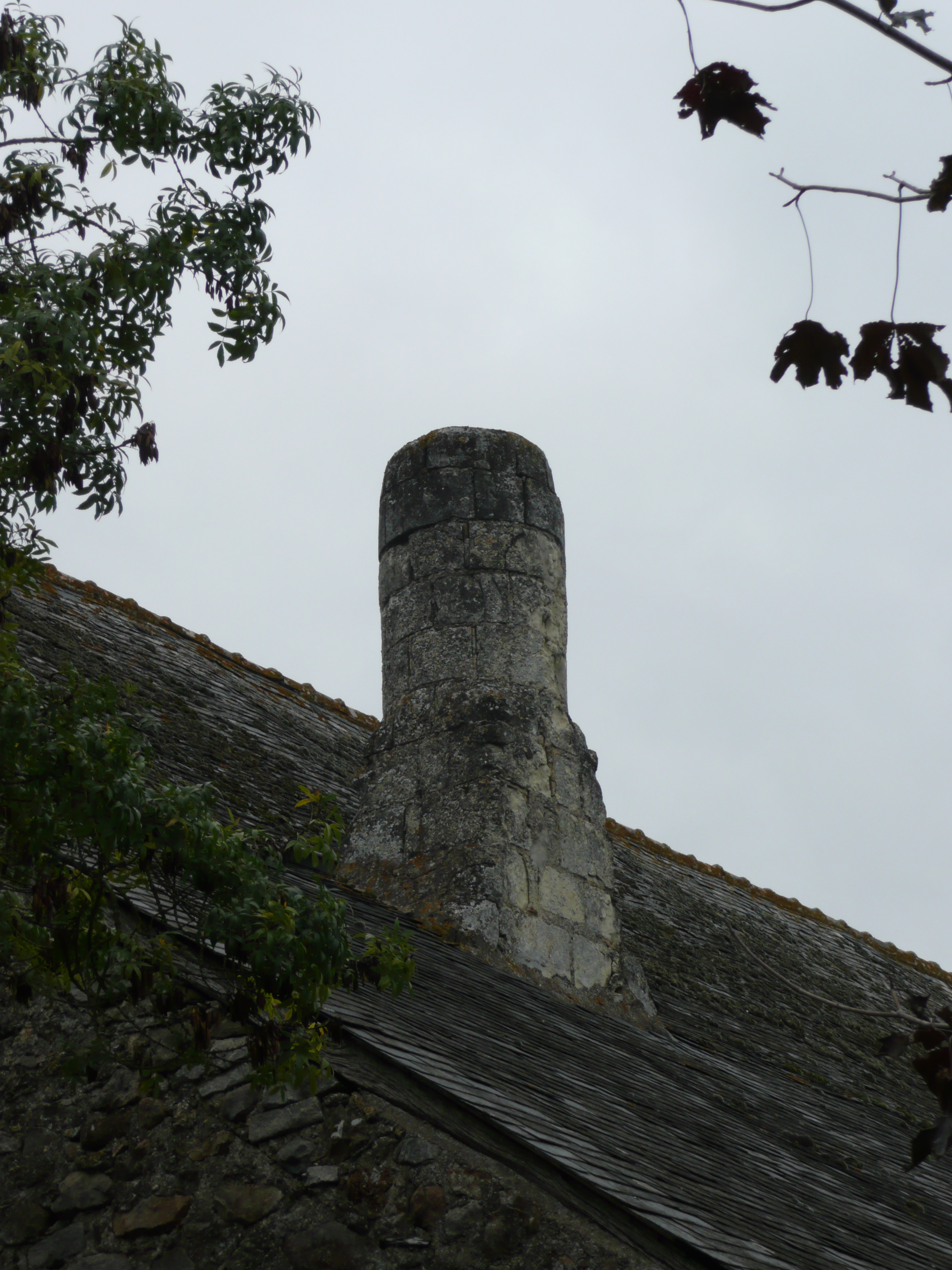
Cheminée de l'ancienne salle seigneuriale.

Inventaire général :
- Demeure dite Le Manoir, rue de la cure, du XVIIIe siècle, Inventaire du patrimoine architectural.
- Maison, place de l'Église, des XVe et XVIe siècles, Inventaire du patrimoine architectural.
- Église paroissiale Saint-Marcel, des XIIe et XVIe siècles. Ancienne priorale romane restaurée au XIXe siècle, nef couverte d'une charpente, chœur reconstruit en 1886, abside voûtée en cul-de-four, Inventaire du patrimoine architectural.
- Maison et manoir, Grande-Rue, du XVIIIe siècle, Inventaire du patrimoine architectural.
- Maison, rue Roger-Chauviré, du XVIIIe siècle, Inventaire du patrimoine architectural.
- Manoir dit Le Prieuré, rue Saint-Victor, du XVIIe siècle, Inventaire du patrimoine architectural.
- Moulin à eau, Pont Vieux-Briollay, du 1er quart XXe siècle, Inventaire du patrimoine architectural.
- Ancien château, Le Vieux-Briollay, du XVIe siècle, Inventaire du patrimoine architectural.
- Maison, Pechevèque[Note 1], du XVIe siècle, Inventaire du patrimoine architectural.
- Maison, Vérigné, du XVIIIe siècle, Inventaire du patrimoine architectural.
- Ferme dite le Pâtis, Le Vieux-Briollay, du XVIIIe siècle, Inventaire du patrimoine architectural.
- Maison dite la Fontaine, Le Vieux-Briollay, du XVIIIe siècle, Inventaire du patrimoine architectural.
- Demeure, Le Val-de-Sarthe, du XVIIe siècle, Inventaire du patrimoine architectural.
- Ferme, lieu-dit La Tour, des XIe et XVIe siècles, Inventaire du patrimoine architectural.
- Manoir, lieu-dit La Ferronière, du XVIIIe siècle, Inventaire du patrimoine architectural.
- Manoir dit château de Noirieux, du XVIe siècle, Inventaire du patrimoine architectural.
- Manoir dit le Pigeon-de-Plomb, Péchevêque, du XVe siècle, Inventaire du patrimoine architectural.
- Demeure, La Brardière, du XVIIIe siècle, Inventaire du patrimoine architectural.
- Demeure, Chansonnière, du XVIe siècle, Inventaire du patrimoine architectural.
- Moulin à vent dit le moulin de Pont, du XVIIe siècle, Inventaire du patrimoine architectural.

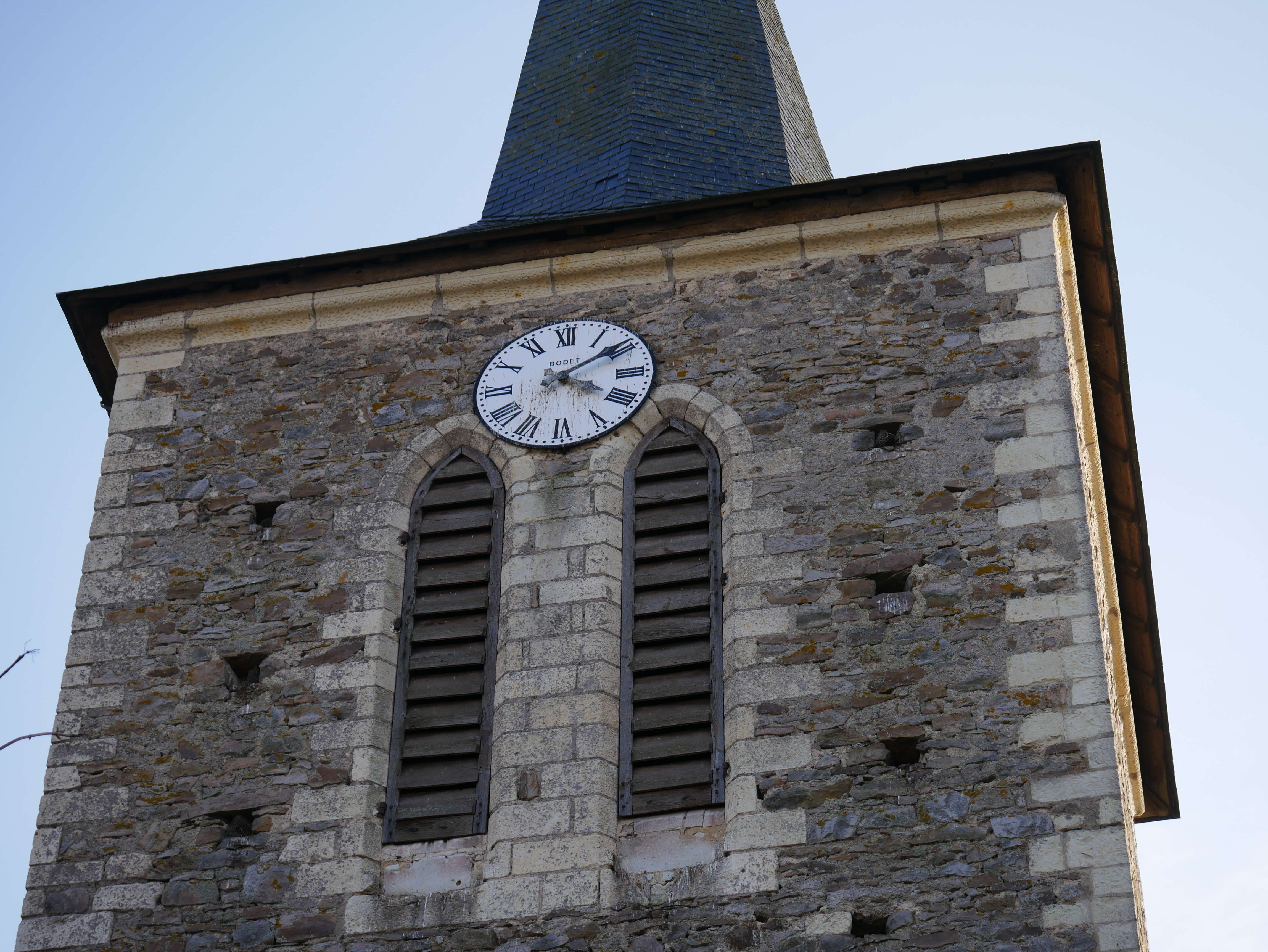
Le clocher et l'horloge.
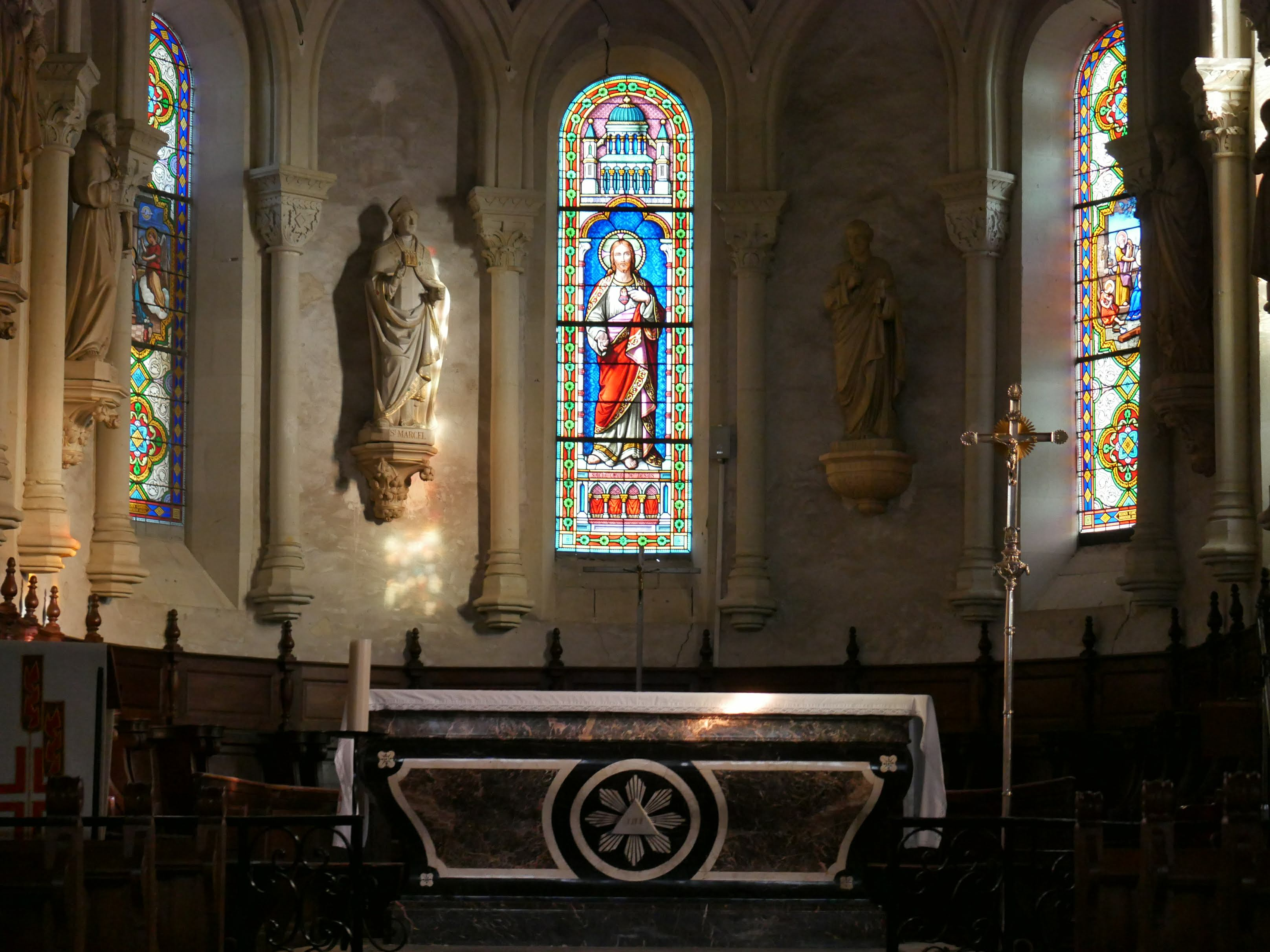
L'autel.
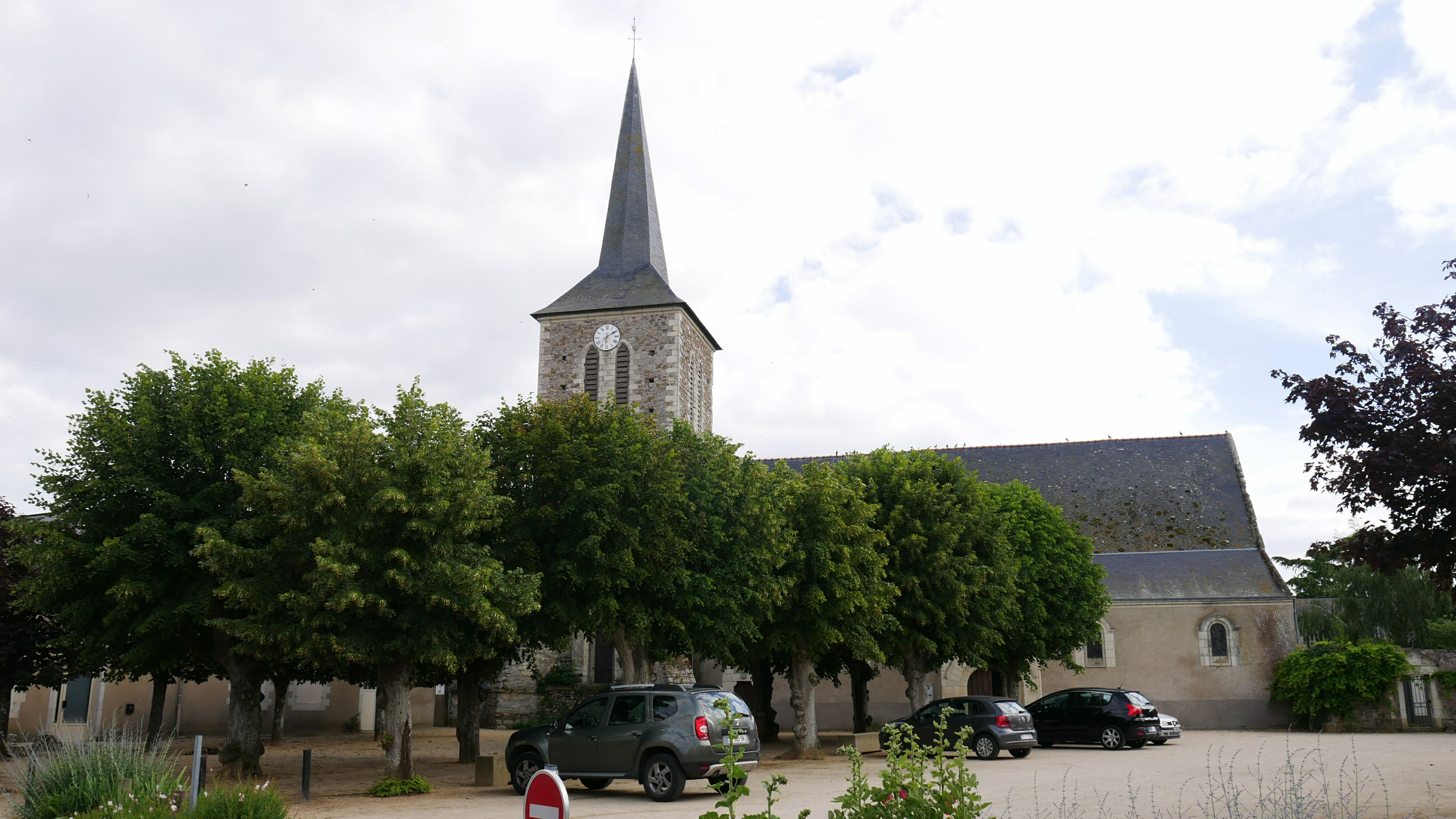
La place de l'église.
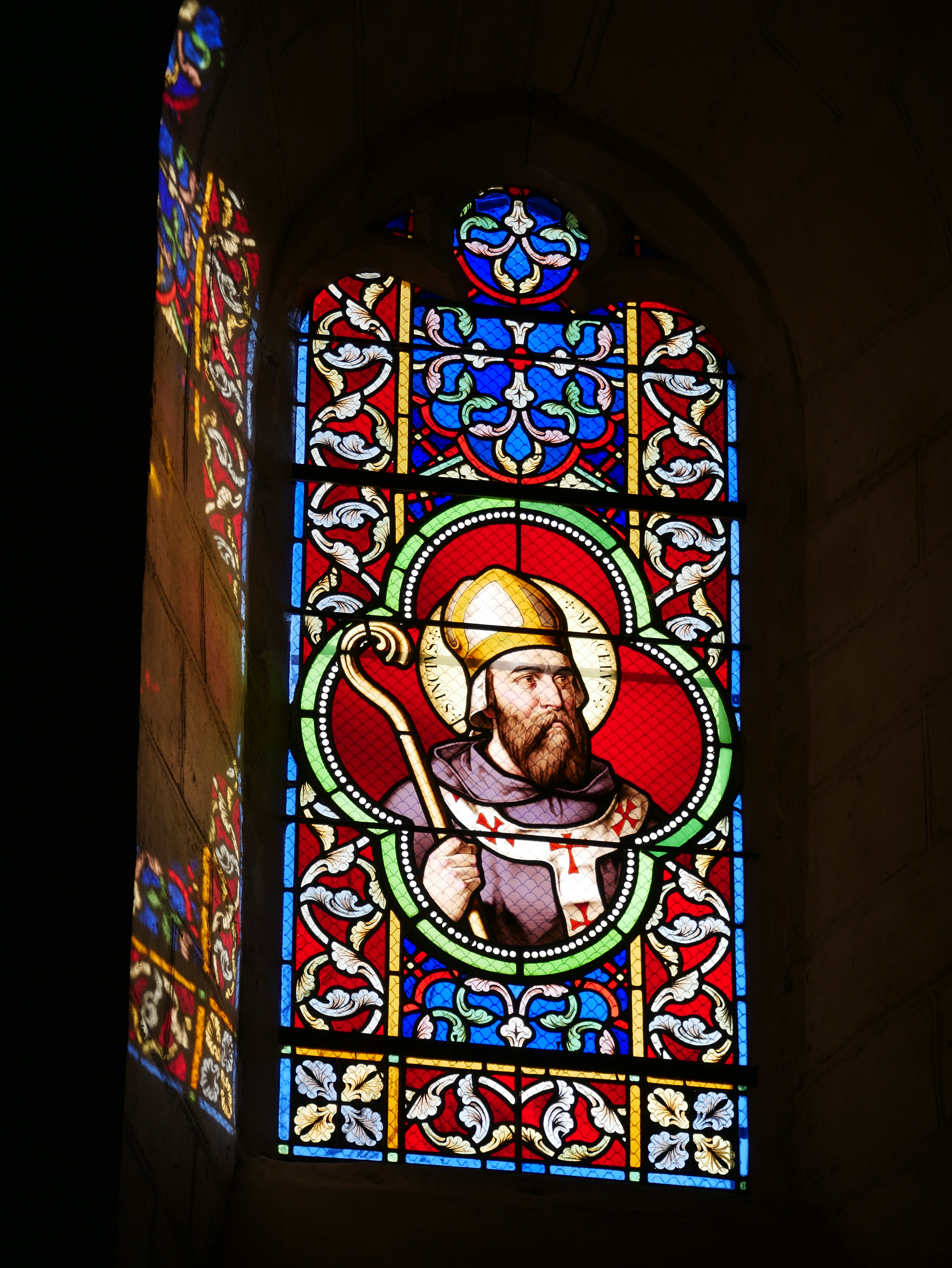
Un vitrail de l'église.
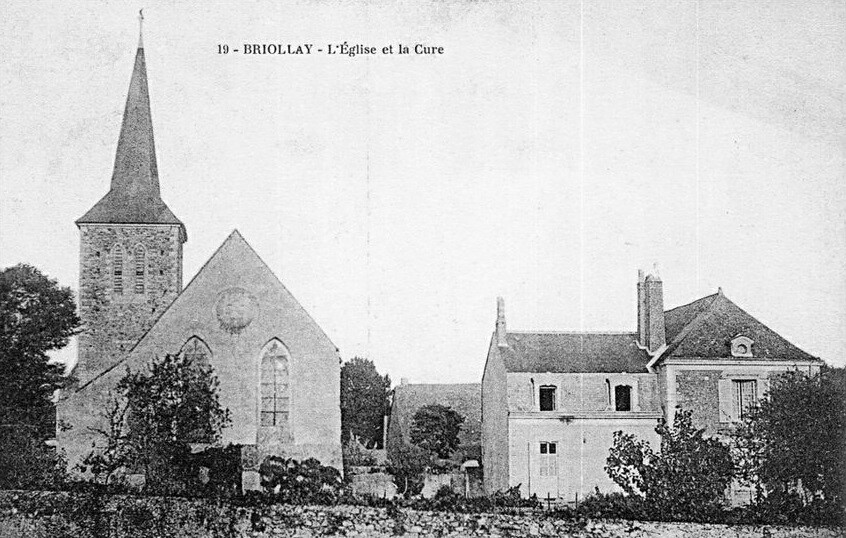
L'église et la cure.

#### Autres lieux
- Le Vieux-Briollay : hameau important par son étendue, situé au pied du coteau qui domine Le Loir, il comprend plusieurs ouvrages classés comme le manoir du Fresne et un moulin à eau. On y trouve également une gare de chemin de fer.
- Noirieux : situé à cinq kilomètres environ au nord-est du bourg, Noirieux constituait un domaine de bord de Loir relevant de la baronnie de Briollay. Il comprend un manoir important (dit château de Noirieux) entouré de jardins et une chapelle dite de Saint-Joseph.
- La Ferronière : petit fief situé au nord du bourg, près du hameau de Vérigné, il avait son manoir (dit château de La Ferronière) et sa chapelle Saint-Jean-l’Évangéliste.
- Jardin botanique des petits fruits, vue panoramique.
- Marais pédagogique, comme modèle réduit des Basses Vallées Angevines, regroupant la flore caractéristique des Basses Vallées Angevines.

### Personnalités liées à la commune

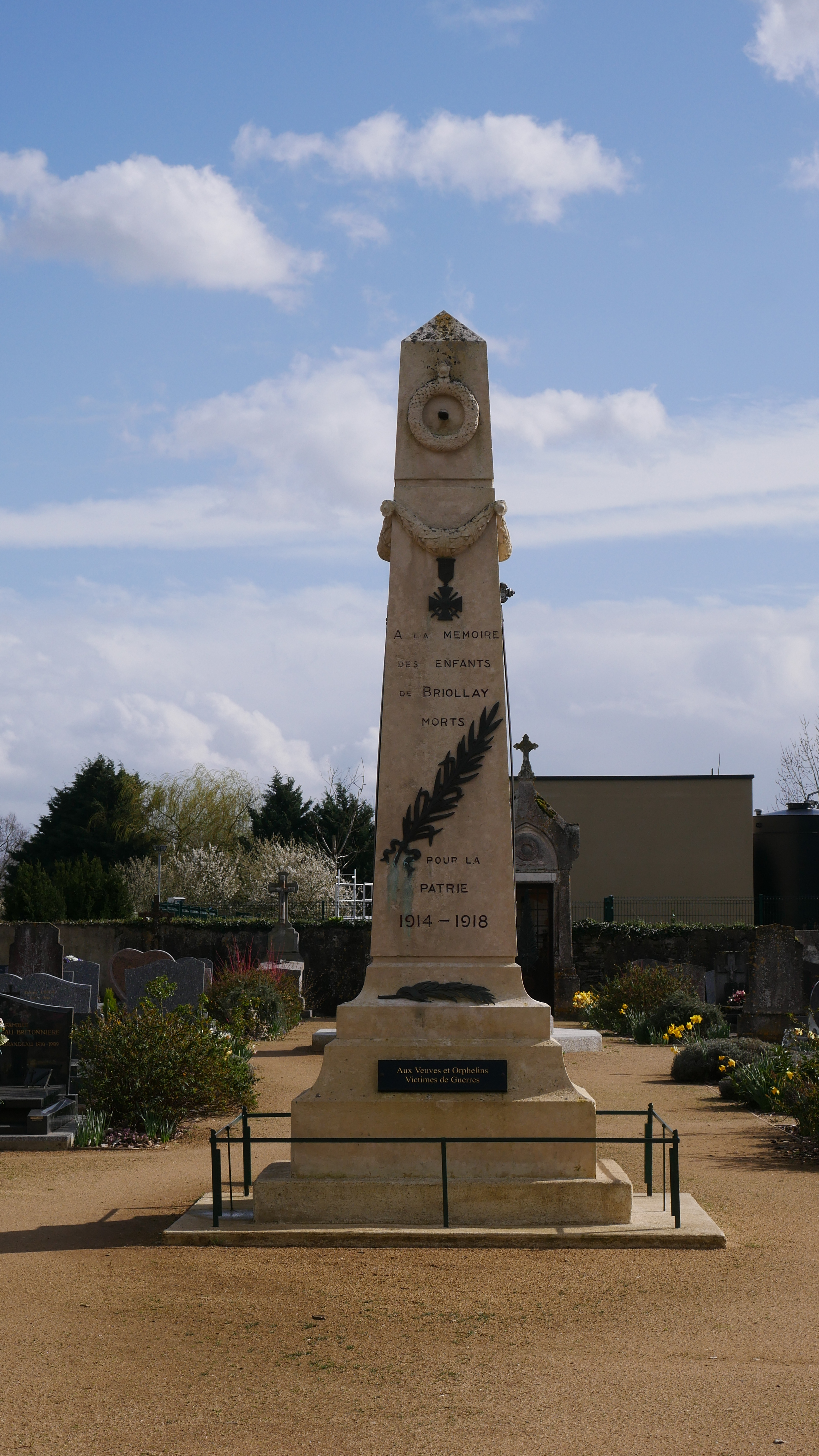
Le monument aux morts de Briollay.

- Foulques Nerra (965-1040), comte d'Anjou de 987 à 1040, à l'origine de la forteresse de Briollay.
- Guillaume des Roches (1165-1222), baron de Briollay, seigneur de Longué-Jumelles et de Château-du-Loir, seigneur de Sablé, sénéchal d'Anjou de 1199 à 1222.
- Jean-Michel Langevin bienheureux, curé de Briollay de 1774 à 1791.

## Pour approfondir